# جيسيكا كريغ
جيسيكا إليزابيث كريغ، المعروفة باسم جيكا كريغ (من مواليد تونتون، المملكة المتحدة)، ناشطة في الحفاظ على البيئة وطالبة دكتوراه في كلية لندن الجامعية.

## نشاطها
ساعدت كريغ في تأسيس منظمة «بانثيرا»، أكبر منظمة لحماية القطط البرية في العالم بجانب منظمة «ستوب إيفوري»، وهي منظمة غير حكومية مستقلة تهدف إلى حماية الأفيال ووقف تجارة العاج. وهي حاليًا تكمل رسالة الدكتوراه في استخدام مصائد الكاميرا عن بُعد وغيرها من التقنيات لمراقبة وإدارة المناطق المحمية.
كانت عائلتها تدير سابقًا مزرعة ماشية في ليوا في كينيا؛ أسس والدها إيان كريغ «محمية نغاري سيرجوي لوحيد القرن» على أرض العائلة، وواصل تأسيس مؤسسة «محمية ليوا البرية»، والتي تضمنت الملاذ الأصلي.

## حياتها الشخصية
كريغ هي صديقة سابقة للأمير ويليام، دوق كامبريدج. أصبحت مخطوبة للأستاذ الكندي جوناثان بيلي، مدير الحفظ في جمعية علم الحيوان في لندن في أبريل 2015. تزوجت كريغ من جوناثان بيلي في منزل عائلتها في ليوا في حضور دوق كامبريدج كأحد الضيوف يوم السبت، 26 مارس 2016.

## وصلات خارجية
- بانثيرا (الموقع الرسمي)
- ستوب إيفوري (الموقع الرسمي)